# Castillo de Jorba
El castillo de Jorba es una fortificación medieval de estilo románico situada en el municipio de Jorba, en la comarca de Noya. El edificio se encuentra sobre el cerro de la Guardia (549 m), dominando el pueblo de Jorba.

## Historia
La primera referencia que se tiene del castillo data del 978. Entonces era el centro de la baronía de Jorba (documentada a partir del siglo XII) y pertenecía al linaje de los Jorba. Guerau de Jorba, consejero de Ramón Berenguer IV y de Alfonso I, fue el primer señor. Hacia finales del siglo XII, con el matrimonio de Gueraua de Jorba y Guillem de Cardona la baronía se incorporó al vizcondado de Cardona. En el siglo XIV pasó a los Castellolí. El año 1444 fue comprada por Manuel de Rajadell, castellano de Ódena. Durante la Guerra Civil Catalana (1462 - 1472) el castillo de Jorba se puso al lado de la Generalidad. Cayó en manos de los realistas en el año 1475. También para matrimonios, en el siglo XVII la baronía de Rajadell pasó a la de Puentes a través del matrimonio de Jerónima de Rajadell con Miquel de Ponts, después en la de Salvá, marqueses de Vilanant, a Pont-Lopez de Mendoza, condes de Robres; en el siglo XVIII los Abarca de Bolea, condes de Aranda; los Híjar, condes de Guimerá, y finalmente a los industriales Muntadas y Campeny. Fue destruido a causa de un ataque durante la Primera Guerra Carlista (1833 - 1840 ) junto con su capilla, ya que servía de cuartel de las fuerzas liberales. En 1890 las ruinas del castillo fueron compradas por la familia Muntadas.

## Edificio
Actualmente el edificio se encuentra en ruinas y en mal estado de conservación. Sólo se conserva una torre de planta circular, varios fragmentos de los muros perimetrales y otras fortificaciones que se podrían datar hacia el siglo XII o XIII. En enero de 2012 el alcalde de Jorba, Josep Maria Palau, trasladó al delegado del gobierno la necesidad de consolidar las ruinas del castillo para evitar que la erosión haga desaparecer los restos.